# Pelletier
Pelletier (fr.: Kürschner) ist ein französischer Familienname.

## Namensträger
- Aimé-Sulpice Pelletier (1772–1813), französischer General der Kavallerie
- Anne-Marie Pelletier (* 1946), französische Bibelwissenschaftlerin
- Anne-Sophie Pelletier (* 1976), französischer Krankenpflegerin und Politikerin (La France insoumise), MdEP
- Annie Pelletier (* 1973), kanadische Wasserspringerin
- Benoît Pelletier-Volméranges (1756–1824), französischer Schauspieler, Theaterdirektor und Dramatiker
- Bertrand Pelletier (1761–1797), französischer Chemiker
- Bronson Pelletier (* 1986), kanadischer Schauspieler
- Bruno Pelletier (* 1962), kanadischer Autor, Komponist, Musiker und Schauspieler
- Chantal Pelletier (* 1949), französische Schauspielerin und Schriftstellerin
- Charles-Alphonse-Pantaléon Pelletier (1837–1911), kanadischer Politiker
- Colombe Pelletier (1923–2021), kanadische Pianistin und Klavierbegleiterin
- David Pelletier (* 1974), kanadischer Eiskunstläufer
- Delphine Pelletier (* 1977), französische Triathletin
- Donald Joseph Leo Pelletier (1931–2022), US-amerikanischer Ordensgeistlicher, römisch-katholischer Bischof von Morondava
- Émile Pelletier (1898–1975), französischer Politiker und Verwaltungsbeamter
- Frédéric Pelletier (1870–1944), kanadischer Musikkritiker, Chordirigent und Komponist
- Gérard Pelletier (1919–1997), kanadischer Journalist, Rundfunkmoderator, Autor, Diplomat und Politiker
- Gerd H. Pelletier (* 1935), deutscher Journalist
- Jacques Pelletier (1929–2007), französischer Politiker
- Jean Pelletier (Politiker) (1935–2009), kanadischer Politiker
- Jean-Christophe Pelletier († 2007), französischer Rennsportorganisator
- Jean-Claude Pelletier (1928–1982), französischer Jazzpianist
- Jean-Marc Pelletier (* 1978), US-amerikanischer Eishockeytorwart
- Jean-Pierre Pelletier, kanadischer Mediziner, Arthritisforschung
- José Pelletier (1888–1970), französischer Radrennfahrer
- Johanne Pelletier (* 1975), kanadische Musikerin, siehe Jorane
- Johanne Martel-Pelletier (* 1952), kanadische Medizinerin
- Louis-François Pelletier (1771–1854), französischer General der Infanterie
- Madeleine Pelletier (1874–1939), französische Feministin, Sozialistin und Psychiaterin
- Maria Euphrasia Pelletier (1796–1868), französische Heilige und Klostergründerin
- Marie-Ève Pelletier (* 1982), kanadische Tennisspielerin
- Monique Pelletier (Politikerin) (* 1926), französische Politikerin
- Monique Pelletier (Bibliothekarin) (* 1934), französische Bibliothekarin
- Monique Pelletier (Skirennläuferin) (* 1969), US-amerikanische Skirennläuferin
- Nicolas Jacques Pelletier († 1792), französischer Krimineller
- Paolo Papanti-Pelletier, italienischer Rechtswissenschaftler
- Pascal Pelletier (* 1983), kanadischer Eishockeyspieler
- Paul Pelletier (* 1970), US-amerikanischer Comiczeichner
- Pierre-Joseph Pelletier (1788–1842), französischer Chemiker und Pharmazeut
- Rémi Pelletier-Roy (* 1990), kanadischer Eiskunstläufer
- Romain Pelletier (1875–1953), kanadischer Organist, Komponist und Musikpädagoge
- Romain-Octave Pelletier der Ältere (Romain-Octave Pelletier I; 1843–1927), kanadischer Organist und Komponist
- Romain-Octave Pelletier der Jüngere (Romain-Octave Pelletier II; 1904–1968), kanadischer Violinist und Musikproduzent
- Sandrine Pelletier (* 1976), Schweizer Graphikdesignerin, Installationskünstlerin und Bildhauerin
- Serge Pelletier (* 1965), kanadisch-schweizerischer Eishockeytrainer
- Sonia Pelletier-Gautier (* 1958), französische Historikerin und Schriftstellerin
- Walter Pelletier (1900–1982), deutscher Unternehmer
- Wilfrid Pelletier (1896–1982), kanadischer Musiker
- Yannick Pelletier (* 1976), Schweizer Schachmeister